# Orihuela del Tremedal
Orihuela del Tremedal es una localidad y municipio de la provincia de Teruel, en la comunidad autónoma de Aragón, en España. El término municipal, perteneciente a  la comarca de Sierra de Albarracín, tiene una población de 458 habitantes (INE 2024). La localidad, con sus 1447 m de altitud, es una de las cabeceras de municipio situadas a mayor altura de la provincia. En medio del agreste paisaje natural de la sierra de Albarracín y los Montes Universales, destaca por sus recursos naturales. Dentro del municipio se encuentran los Tremedales de Orihuela, protegidos por el Convenio de Ramsar.

## Geografía
Orihuela se ubica en la parte oeste de la provincia de Teruel y de la comarca de la Sierra de Albarracín, en el límite con la provincia de Guadalajara, ya en Castilla-La Mancha. Se sitúa a una altitud de 1447 m y en la cabecera del río Gallo. En su término municipal se alza la máxima altura de la sierra del Tremedal, el monte Caimodorro, de 1936 m sobre el nivel del mar.
Orihuela del Tremedal limita con los siguientes municipios: al norte con Ródenas y, ya en Guadalajara, con Alustante y Motos; al sur con Noguera de Albarracín, Griegos y Villar del Cobo; al este con Bronchales y al oeste con Orea (Guadalajara). La localidad está situada a una distancia de unos 62 km de Teruel, la capital provincial.

### Orografía
La sierra del Tremedal forma parte de la sierra de Albarracín y, junto con los Montes Universales, es uno de los parajes más agrestes del Sistema Ibérico.

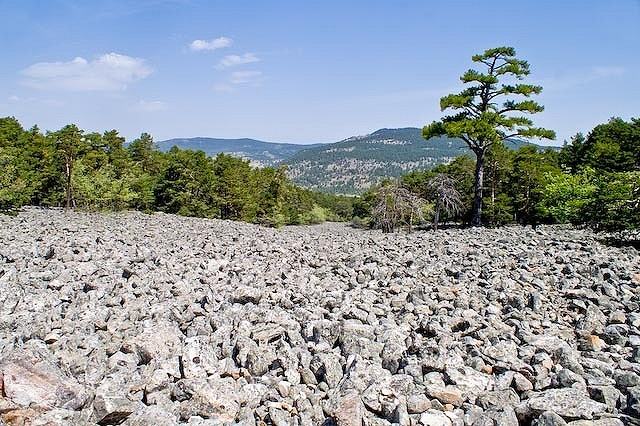
Uno de los ríos de piedra de Orihuela del Tremedal

Las alturas se mantienen entre los 1500 y 2000 m, con montes agrestes cuya vegetación está determinada por las condiciones climatológicas y la altitud. A altitudes de más de 1700 m encontramos praderas de gramíneas; sobre los 1500 m hay poblaciones herbáceas, arbustivas y de plantas rastreras, en donde destacan el enebro común y las sabinas. Por debajo de estas cotas hay bosques de pinos y robles en los que se esconde gran cantidad de fauna de caza mayor. Los pinares de pino albar constituyen una de las riquezas del municipio. En el siglo XIX se comentaba que «hay muchos montes que crian pinos, estepas, enebros y chaparros» en el término.
Los bosques de pino ocupan casi todo el término, marcados por la altitud. Las turberas, que reciben el nombre de tremedales, son abundantes y en ellas se dan especies como la atrapamoscas y diferentes orquídeas. El roble marojo (Quercus pyrenaica) ha ido cediendo espacio al pino debido a la presión antrópica ejercida por este.

### Hidrografía
El río Gallo, que nace en el monte del mismo nombre, donde está la ermita de la Virgen, es el principal agente hidrográfico del término municipal. Orihuela se encuentra en su cabecera, en la que hay multitud de pequeños arroyos y fuentes que van conformando este afluente del Tajo. Hay fuentes como la fuente de los Pradejones, que nace a la vera del arroyo de los Ojos.
El clima es mediterráneo ampliamente continentalizado, que se caracteriza por inviernos fríos y nivosos y veranos suaves, con máximas no muy por encima de los 30 °C, y secos, lo que hace que el caudal de estos pequeños ríos sea muy irregular y que bajen con agua sólo en otoño y primavera, por el deshielo de las nieves. Las aguas son de muy buena calidad en todas sus fuentes. 
En esta zona nacen ríos como el Tajo (en los Montes Universales), que pertenece a la vertiente atlántica; el Cuervo, también de la vertiente atlántica, y el Turia, el Júcar y el Cabriel, que son de la vertiente mediterránea, y algunos que desembocan en el valle del Ebro.

### Composición
El municipio está compuesto por el núcleo urbano y algunas construcciones rurales. En sus inmediaciones se sitúa el complejo vacacional Residencia de tiempo libre de Orihuela del Tremedal (antigua Residencia Padre Anselmo Polanco), una residencia de tiempo libre del Gobierno aragonés, y la ermita de la Virgen del Tremedal.

## Historia
En la comarca hay restos de arte rupestre levantino que datan del Meso-Neolítico o Edad de Bronce (8000-6000 hasta 1000-800 a. C.), que, al igual que los hallazgos del yacimiento de las Casas, atestigua que estas tierras fueron pobladas en esas épocas. En el yacimiento arqueológico de El Toril, excavado por Jesús Martín Rodrigo en 1986, se han encontrado evidencias celtíberas. Los romanos dejaron sus restos en el asentamiento militar de Las Tejeras, y los rastros visigóticos se centran en los hallazgos de un broche de esa época cerca del Santuario del Tremedal.
La fundación de Orihuela se desconoce; sus orígenes se pierden en el tiempo y se cree que tuvieron lugar en época romana. Se estima que están relacionados con las casas construidas alrededor de una fundición de hierro que estaba ubicada en el sitio conocido como Escorial de Fuenlabrada, y el núcleo recibía el nombre de Oreyuela.
Hay constancia de que en 1164 la aldea de Oreyuela queda integrada en Aragón, dentro de la ciudad de Albarracín, separada de su vecina Orea, que se integró en el reino de Castilla.
Forma parte del Señorío de Albarracín, regido por los Azagra hasta que en 1284 lo conquistara Pedro III de Aragón el Grande. Pasó a formar parte de Aragón, siendo la cuarta comunidad. Pertenece a la sesma de Bronchales, junto con Bronchales, Ródenas, Pozondón y Monterde.
En 1696 tiene lugar en el salón de sesiones de la casa consistorial de Orihuela la redacción de las Ordenanzas de la Comunidad de aldeas de Albarracín. En 1748 se inaugura el nuevo santuario de la Virgen del Tremedal y la hostería del pueblo. Es una época de esplendor, que quedaría reflejada en la construcción de la iglesia parroquial, sufragada por las ventas de la herrería del concejo. La Guerra de la Independencia Española pone fin a esta época, al destruir el pueblo el ejército de Napoleón. Tal sería la destrucción que en 1815 el rey Fernando VII autoriza, con el objetivo de reactivar la recuperación económica, la celebración de una feria de tres días de duración.
En el siglo XVIII el rey Felipe V mandó derribar las murallas.
A mediados del siglo XIX el lugar tenía contabilizada una población de 752 habitantes. Aparece descrito en el duodécimo volumen del Diccionario geográfico-estadístico-histórico de España y sus posesiones de Ultramar de Pascual Madoz de la siguiente manera:

ORIHUELA DEL TREMEDAL: l. con ayunt. en la prov. de Teruel (9 leg.), part. jud. y dióc. de Albarracin (4), aud. terr. de Zaragoza (24) y c. g. de Aragon. Está sit. á la parte S. de una colina á orilla del r. Gallo, en los confines de su prov. y la de Guadalajara; el clima es muy frio por reinar con frecuencia el viento N., pero sumamente sano. Se compone de 150 casas que forman una especie de anfiteatro, entre ellas la del ayunt., repartidas en 12 calles y una plaza: tiene una escuela de instruccion primaria concurrida por 90 niños; hay una fuente dentro de la pobl., de cuyas aguas usan los vec.; igl. parr. (San Millan de la Cogolla) servida por un cura de segundo ascenso y provision ordinaria, y un cementerio en las inmediaciones de la pobl. bastante ventilado, junto al cual hay una ermita dedicada á Sta. Bárbara. Confina el térm. por el N. con el de Alustante: E. Rodenas; S. Bronchales, y O. Orea de la prov. de Guadalajara, part. jud. de Molina. A la parte del O. y á 1/2 leg. de Orihuela en las partidas llamadas la Garganta de los abellanos y Olla del Collado, nace el r. Gallo, que despues de cruzar por la orilla del pueblo, va por Alustante á buscar el Tajo. El terreno en su mayor parte es llano, pero de secano y mala calidad; hay muchos montes que crian pinos, estepas, enebros y chaparros; tiene ademas 5 deh. para pastos de verano. Los caminos conducen á los pueblos limítrofes. La correspondencia se recibe por peaton de la cartería de Monreal. prod.: centeno, avena, cebada, algunas patatas y muchos pastos de verano; hay ganado lanar, vacuno y cabrio; y caza de liebres, conejos, perdices y algunos venaDos. ind.: la agrícola, dos molinos harineros, una fáb. de fundición de yerro cuya fuerza motriz la recibe del agua; y el corte de maderas. pobl.: 188 vec., 752 alm. riqueza imp.: 154,437 rs. El presupuesto municipal asciende á 12,297 rs. que se cubren con el productos de propio y arbitrios y el déficit por reparto vecinal.
A la parte S. de Orihuela como á 1/4 de leg. de la pobl. se halla el cerro llamado del Tremedal, en cuya cúspide aun se ven los restos de un ant. y famoso santuario, que fue incendiado por los franceses en la guerra de la Independencia, (año 1809) después de haberse batido con el general Villacampa en aquellos cerros.
Fue este l. una de las poblaciones que la reina Doña Leonor consiguió de su esposo D. Alonso IV, para sus hijos los infantes D. Fernando y D. Juan.
(Madoz, 1849, p. 364)

## Demografía
Orihuela del Tremedal cuenta con una población de 458 habitantes (INE 2024).
| Gráfica de evolución demográfica de Orihuela del Tremedal entre 1842 y 2021                                                                                            |
| |
| Población de derecho según los censos de población del INE Población de hecho según los censos de población del INEEn estos censos se denominaba Orihuela: 1842 y 1857 |

## Economía
La economía del municipio está basada en la agricultura, la ganadería y la explotación forestal. El turismo, de recreo y de caza, es el otro pilar de ingresos de Orihuela.
El sector primario, basado en la agricultura y la ganadería, mantiene una superficie cultivada de 1328 ha, de las cuales 30 ha son de regadío. Dedica a prados y pastizales 2920 ha. La explotación forestal es importante y el municipio cuenta con una superficie forestal de 2771 ha, buena parte de cuya producción es comercializada. La especie forestal que se explota es la autóctona de la tierra, el pino albar.
El sector secundario se concentra en la industria de la transformación de la madera y alguna pequeña alfarería. Cuenta con varias carpinterías y una serrería.
El sector servicios, centrado en el turismo rural y de montaña, así como en el cinegético, tiene un peso cada vez más importante. Hay alojamientos en casas rurales, camping, hotel, y el complejo vacacional Residencia Padre Polanco. El comercio es muy limitado y destinado a cubrir las necesidades básicas de la población. En cuanto a la educación, cuenta con una escuela de primaria, y en sanidad con un consultorio médico.

## Comunicaciones
Dista de Teruel, la capital provincial, 62,2 km, y de la ciudad de Albarracín, la cabecera comarcal, 34 km.
Las comunicaciones están basadas en la red de carreteras comarcales A-1111 y A-1112, que la unen con el resto de la provincia, y la A-2707, que la une con Guadalajara.
La carretera A-1111 se une en Santa Eulalia del Campo con la A-23 y, mediante esta ruta, con la N-330 / N-234, que une Teruel con Zaragoza. En Santa Eulalia hay una estación de tren (RENFE) de la línea Zaragoza-Teruel-Valencia. Desde Teruel y Zaragoza hay comunicación con otros puntos peninsulares.

## Administración y política
| Período   | Alcalde                     | Partido |  |
| 1979-1983 | Manuel Sanz Cavero          | Ind.    |  |
| 1983-1987 | Eusebio Aparicio Villén     | AP      |  |
| 1987-1991 | Manuel Sanz Cavero          | PSOE    |  |
| 1991-1995 | Alberto Villén Pinilla      | PAR     |  |
| 1995-1999 | Isidro Villen Sorando       | PAR     |  |
| 1999-2003 | Rafael Samper Miguel        | PAR     |  |
| 2003-2007 | Rafael Samper Miguel        | PAR     |  |
| 2007-2011 | Rafael Samper Miguel        | PAR     |  |
| 2011-2015 | Juan Vicente Aparicio Rueda | PP      |  |
| 2015-2019 | Rosa María Sánchez Casas    | PP      |  |

| Partido político    | Partido político                                   | 2003   | 2007   | 2011   | 2015   | 2019   |
| Partido político    | Partido político                                   | Ediles | Ediles | Ediles | Ediles | Ediles |
|                     | Partido Popular de Aragón (PP)                     | 1      | 2      | 3      | 3      | 3      |
|                     | Partido de los Socialistas de Aragón (PSOE-Aragón) | 1      | 1      | 2      | 2      | 1      |
|                     | Partido Aragonés (PAR)                             | 5      | 4      | 2      | 2      | 3      |
|                     | Chunta Aragonesista (CHA)                          | —      | 0      | —      | 0      | —      |
| Total de concejales | Total de concejales                                | 7      | 7      | 7      | 7      | 7      |

## Patrimonio
Entre los atractivos del municipio destacan los naturales. El pueblo está enclavado en la ruta del Camino del Cid y es atravesado por el camino de Gran Recorrido: GR-10. En cuanto a los monumentos destacan los siguientes:
- Iglesia parroquial de San Millán de la Cogolla, iniciada en 1770, con planos de José Martín de la Aldehuela. Se sitúa en lo alto de la colina en la que está asentado el núcleo urbano, por lo que es visible desde cualquier punto. Es de grandes proporciones, con tres naves y cúpula en el crucero. La torre, esbelta, de tres cuerpos, está terminada en un capitel. De estilo barroco, su fachada es de estilo neoclásico. Fue declarada conjunto histórico-artístico en 1972. En su interior destacan el órgano y el púlpito barroco de 1782. El altar mayor, realizado en la transición del renacimiento al barroco, está dedicado a San Millán de la Cogolla. Destacan también el altar de San Pedro, manierista de 1618, y el de San José, barroco de 1728.
- La casa consistorial, del siglo XVI, de estilo renacentista, tiene una fachada en buen trabajo de cantero con el escudo municipal en ella, y un balcón con rejas de forja sobre soportales.

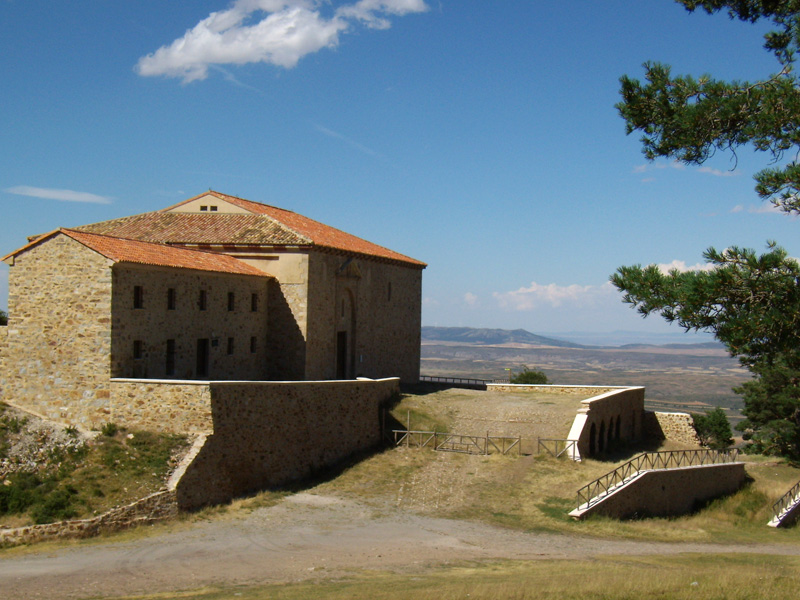
Santuario de la Virgen del Tremedal

- Santuario de la Virgen del Tremedal, originalmente del año 1748, reconstruido en 1880 después de ser destruido por las tropas francesas en 1807. El proyecto es del arquitecto Fernando Yarza. En su interior guarda una talla románica de la Virgen del Tremedal que tiene fama de antigua y parece datar de 1169, aunque hay constancia escrita de que se le llamaba la vieja por esas fechas. En sus inmediaciones se han hallado restos visigóticos. La leyenda cuenta que la Virgen se le apareció a un pastor manco llamado Pedro Noves que cuidaba su rebaño, diciéndole que tenía hambre. Cuando el pastor cogió, con su única mano, la torta que llevaba en su zurrón, la Virgen le dijo que se la diera con la otra mano. Tal fue la insistencia de la Señora que el pastor metió el muñón en el zurrón y cuando lo sacó se sorprendió al ver la mano que aparecía con la torta. En pleno acto de gratitud se postra a los pies de la Virgen, diciendo que haría lo que le pidiera. Ella le dijo: baja a Orihuela y publica el favor que te he hecho; hazles saber de mi parte que he tomado asiento en esta Sierra; que gusto de ser en ella venerada para consuelo y beneficio de sus vecinos.
- Ermita de Santa Bárbara, sencilla construcción del siglo XVIII.
- La ermita de Torrejón, destaca por su cabecera hexagonal con techo de madera.
- La casa de Franco Pérez de Liria,[12] del siglo XVII, es uno de los ejemplos de las casas que se hallan en el núcleo urbano. Bien trabajadas en piedra con labores de forja muy destacables. La tejería es digna de reseñar.

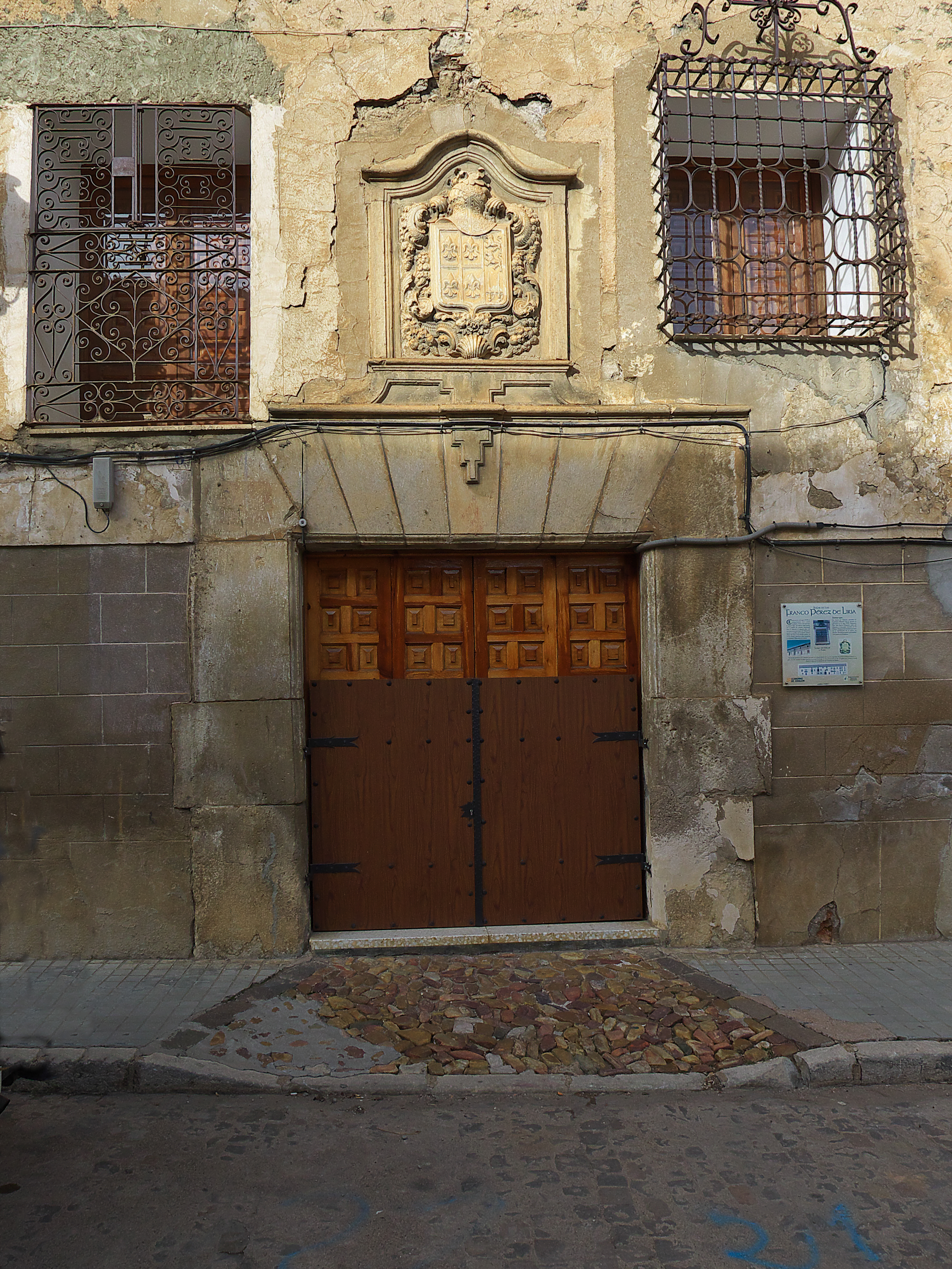
Casa de Franco Pérez de Liria

- La fuente del Gallo es el símbolo emblemático del municipio.

En los montes que rodean el municipio se encuentran los ríos de piedra más extensos de Europa. Estos son acumulaciones periglaciares de bloques de cuarcita en forma de ríos. Los bloques son de pequeño tamaño, entre 25 y 50 cm, y los ríos se extienden por más de 2,5 km. También se encuentran pequeñas lagunas, retenciones de aguas oligotrofas, que crean espacios húmedos muy ricos en vegetación y fauna; son los llamados tremedales.

## Fiestas
Son varias las fiestas que se celebran en la localidad:
- Los Mayos, el primer sábado del mes de mayo, tan importante como las patronales.
- San Millán, el 12 de noviembre, es el patrón de Orihuela.
- Virgen de Tremedal; son las fiestas patronales, se celebra el segundo domingo de septiembre, cuando se realiza una romería desde el pueblo y se dan tres vueltas a la ermita con la Virgen en procesión. Dos fines de semana después se realiza una feria desde 1815, que en principio era ganadera y de tasación, y en la actualidad, aún manteniendo la ganadería, es un escaparate de los recursos de la comarca de Albarracín.

Se celebran jornadas culturales la primera semana de agosto, la Semana Cultural.